# Bartłomiej Pękiel
Bartłomiej Pękiel o Peckel (¿?-Cracovia, c. 1670; fl. 1633-1670) fue un compositor y maestro de capilla polaco. Su apellido se ha transcrito de diversas formas: Pechel, Pekel, Pekell, Pekiel, Penckel.

## Vida
Según Johann Mattheson, Pękiel era de origen alemán, pero dado que no se puede encontrar evidencia de esto, esta información no se considera demostrada.
Desde 1630 Pękiel fue organista en la corte real de Vladislao IV de Polonia y asistente de Marco Scacchi, el maestro de capilla real en Varsovia. Más tarde Pękiel mismo ocupó el cargo, desde 1649 hasta 1655, el primer no italiano en hacerlo. Tuvo que dejar el cargo tras la invasión sueca de 1655, denominada en la historiografía polaca como «El Diluvio», razón por la que se disolvió la capilla de música. Pękiel no participó directamente en la guerra, ya que, junto con otros miembros de la corte, fue responsable de la seguridad de la reina.
En 1657 se mudó a Cracovia y sucedió a Franciszek Lilius como maestro de capilla en la Catedral de Wawel. Después de 1664 su rastro se pierde en las fuentes, pero se supone que su muerte fue alrededor del año 1670, ya que el sucesor en el cargo de maestro de capilla de la catedral se eligió en octubre de ese año.
Junto a Marcin Mielczewski y Adam Jarzębski, Pękiel fue decisivo para el nivel artístico de la capilla de la corte de Varsovia, que en ese momento se caracterizaba por influencias italianas e incorporaba elementos de composición policoral. Su oratorio dialogado Audite mortales, sobre el tema del Juicio Final, es la única contribución de un compositor barroco polaco a este género.

## Obra
Sus aproximadamente 30 composiciones sacras sobrevivientes, para coro polifónico con acompañamiento instrumental, están compuestas en el stile antico proveniente de Italia. El musicólogo Bartłomiej Gembicki las divide en dos etapas: barroco temprano (Varsovia) y música sacra al estilo de la prima pratica (Cracovia).
- Missa pulcherrima
- Missa Paschalis
- Missa concertata ‹La Lombardesca›
- Missa a 4 voci
- Missa senza le cermonie
- Ave Maria, motete
- Nativitas tua, motete
- O adoranda Trinitas, motete
- Magnum nomen Domini, motete
- Resonet in Laudibus, motete
- Salvator orbis, motete
- Domine ne in furore, motete
- Quae est ista, motete
- O Salutaris Hostia, motete
- Sub Tuum Praesidium, motete